# Liangxu (köpinghuvudort i Kina, Jiangsu Sheng, lat 32,47, long 120,11)
Liangxu är en köpinghuvudort i Kina. Den ligger i provinsen Jiangsu, i den östra delen av landet, omkring 130 kilometer öster om provinshuvudstaden Nanjing. Antalet invånare är 45 199. Befolkningen består av 23 477 kvinnor och 21 722 män. Barn under 15 år utgör 11,0 %, vuxna 15-64 år 69 %, och äldre över 65 år 18,0 %.
Runt Liangxu är det tätbefolkat, med 790 invånare per kvadratkilometer. Närmaste större samhälle är Taizhou, 19,4 km väster om Liangxu. Trakten runt Liangxu består till största delen av jordbruksmark.
Genomsnittlig årsnederbörd är 1 307 millimeter. Den regnigaste månaden är juli, med i genomsnitt 264 mm nederbörd, och den torraste är januari, med 34 mm nederbörd.